# Sparkasse Stade-Altes Land
Die Sparkasse Stade-Altes Land ist eine von zwei öffentlich-rechtlichen Sparkassen mit Sitz in Stade in Niedersachsen. Sie ist eine Anstalt des öffentlichen Rechts.

## Geschäftsgebiet und Träger
Das Geschäftsgebiet umfasst die Hansestadt Stade und das Alte Land (Gemeinde Jork und Samtgemeinde Lühe) im Landkreis Stade sowie die Hamburger Stadtteile Finkenwerder und Neuenfelde. Das restliche Gebiet des Landkreises Stade wird durch die Kreissparkasse Stade bzw. durch die Sparkasse Harburg-Buxtehude abgedeckt.
Träger der Sparkasse Stade-Altes Land ist der Sparkassenzweckverband Stade-Altes Land. Dem Zweckverband gehören die Hansestadt Stade sowie die Gemeinden Jork, Grünendeich, Guderhandviertel, Hollern-Twielenfleth, Mittelnkirchen, Neuenkirchen, Steinkirchen (alle im Landkreis Stade gelegen) und Neu Wulmstorf (im Landkreis Harburg gelegen) als Mitglieder an.

## Geschäftszahlen
Die Sparkasse Stade-Altes Land wies im Geschäftsjahr 2023 eine Bilanzsumme von 2,078 Mrd. Euro aus und verfügte über Kundeneinlagen von 1,433 Mrd. Euro. Gemäß der Sparkassenrangliste 2023 liegt sie nach Bilanzsumme auf Rang 231. Sie unterhält 9 Filialen/Selbstbedienungsstandorte und beschäftigt 339 Mitarbeiter.

## Sparkassen-Finanzgruppe
Die Sparkasse Stade-Altes Land ist Teil der Sparkassen-Finanzgruppe und gehört damit auch ihrem Haftungsverbund an. Er sichert den Bestand der Institute und sorgt dafür, dass sie auch im Fall der Insolvenz einzelner Sparkassen alle Verbindlichkeiten erfüllen können. Die Sparkasse vermittelt Bausparverträge der regionalen Landesbausparkasse, offene Investmentfonds der Deka und Versicherungen der VGH Versicherungen. Im Bereich des Leasing arbeitet die Sparkasse Stade-Altes Land mit der  Deutschen Leasing zusammen. Die Funktion der Sparkassenzentralbank nimmt die NORD/LB wahr.

## Geschichte
Die heutige Sparkasse Stade-Altes Land entstand im Jahr 2000 aus der Fusion der Stadt-Sparkasse Stade (Sitz in Stade) mit der Altländer Sparkasse (Sitz in Jork).